# René Guissart (aviron)
Pour les articles homonymes, voir René Guissart.
René Jacques Guissart est un rameur français né le 12 septembre 1929 à Hampstead, un quartier de Londres et mort le 8 septembre 2014 à Grasse. 

## Biographie
René Jacques Guissart concourt à l'épreuve de deux sans barreur aux Jeux olympiques de 1952 d'Helsinki et se classe cinquième. Il dispute avec Yves Delacour, Gaston Mercier et Guy Guillabert l'épreuve de quatre sans barreur aux Jeux olympiques d'été de 1956 à Melbourne et remporte la médaille de bronze. 
Son frère Jean-Jacques Guissart est aussi un rameur, médaillé d'argent aux Jeux olympiques d'été de 1952.